# نینگ زتائو
نینگ زتائو (宁泽涛؛ زادهٔ ۶ مارس ۱۹۹۳) یک شناگر اهل جمهوری خلق چین است.
از افتخارات وی میتوان به کسب مدال طلا ۱۰۰ متر آزاد در ۲۰۱۵ کازان اشاره کرد.